# Franceschino Carracci

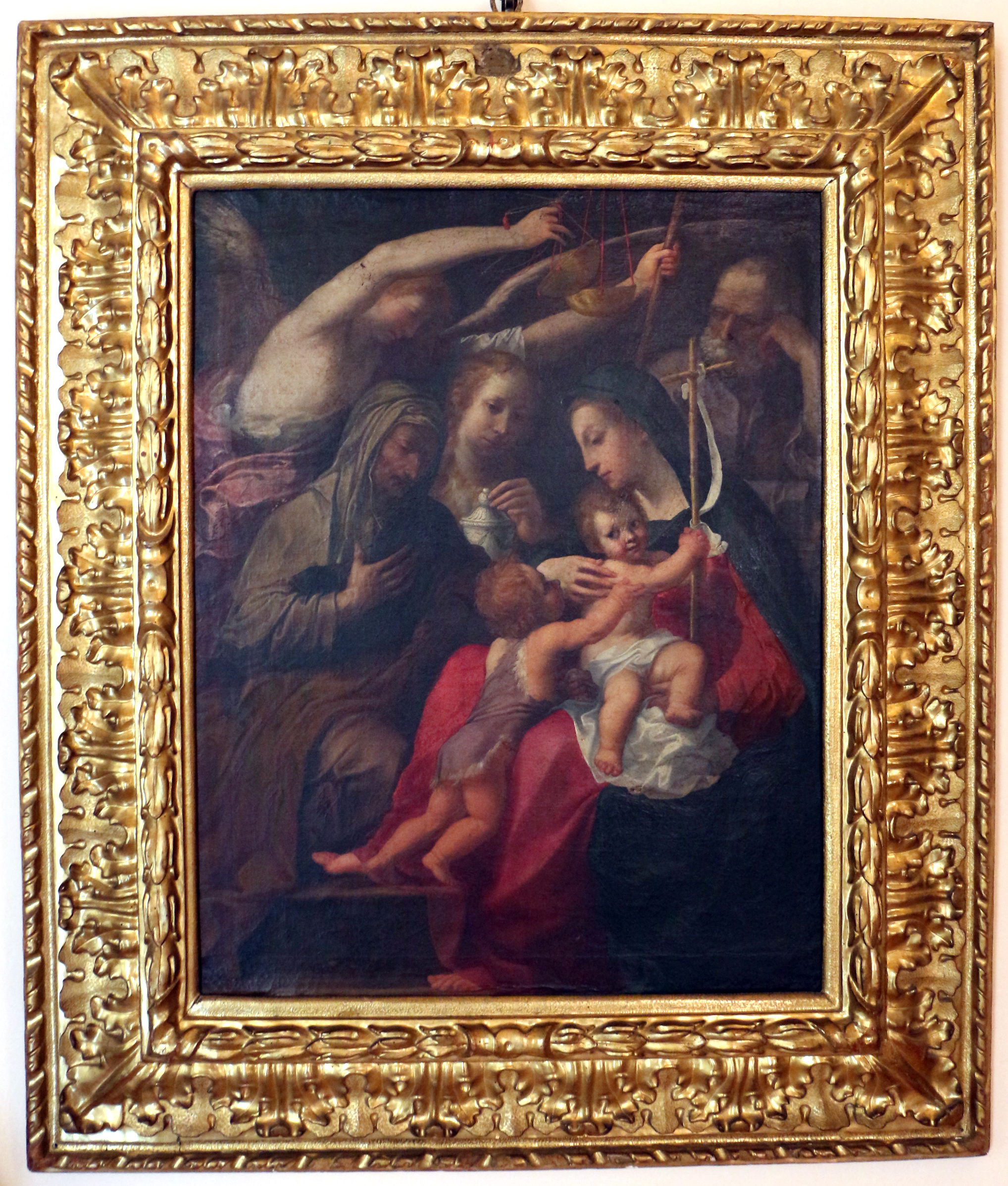
Francesco Carracci, Sacra Famiglia con tre santi

Franceschino Carracci, noto anche con il nome di Francesco Carracci, (Bologna, 1595 – Roma, 3 giugno 1622), è stato un pittore italiano.

## Biografia
Figlio di Giovanni Antonio Carracci (quest'ultimo fratello dei celebri pittori Annibale ed Agostino), nacque a Bologna nel 1595 dove frequentò la scuola del cugino del padre, Ludovico Carracci (anch'egli valente e famoso pittore) con il quale entrò in lite, sostenendo con protervia che uno dei quadri di Agostino Carracci fosse di sua proprietà.
Cacciato dalla scuola a causa dei suoi modi, il giovane decise di fondare una propria accademia che sfrontatamente aprì prospiciente quella dello zio Ludovico. Suo fratello prete, Giovanni Battista Carracci, pubblicizzò la sua presunta bravura artistica a Roma dove si trasferì ben presto ma dove non ebbe successo, sia a causa delle sue modeste doti, sia a causa del suo carattere scostante e litigioso, specie nei confronti di coloro i quali non apprezzavano le sue opere.
Morì a Roma nell'ospedale Santo Spirito il 3 giugno 1622 e fu sepolto nella Chiesa Nuova.

## Opere
La sua non lunga carriera è maggiormente ricordata per la qualità dei suoi disegni di nudi (uno dei quali conservato al British Museum); rimasero di lui, a Bologna, quadri modesti come la Madonna con santi a Santa Maria Maggiore, San Francesco  nella chiesa della Madonna di S. Colombano e un San Rocco in carcere, quest'ultimo conservato nell'oratorio di San Rocco, e una Flagellazione di Gesù completamente ritoccata da Ludovico Carracci.